# Hrabstwo Henry (Georgia)
Hrabstwo Henry (ang. Henry County) – hrabstwo w środkowej części stanu Georgia w Stanach Zjednoczonych, należące do obszaru metropolitalnego Atlanty.

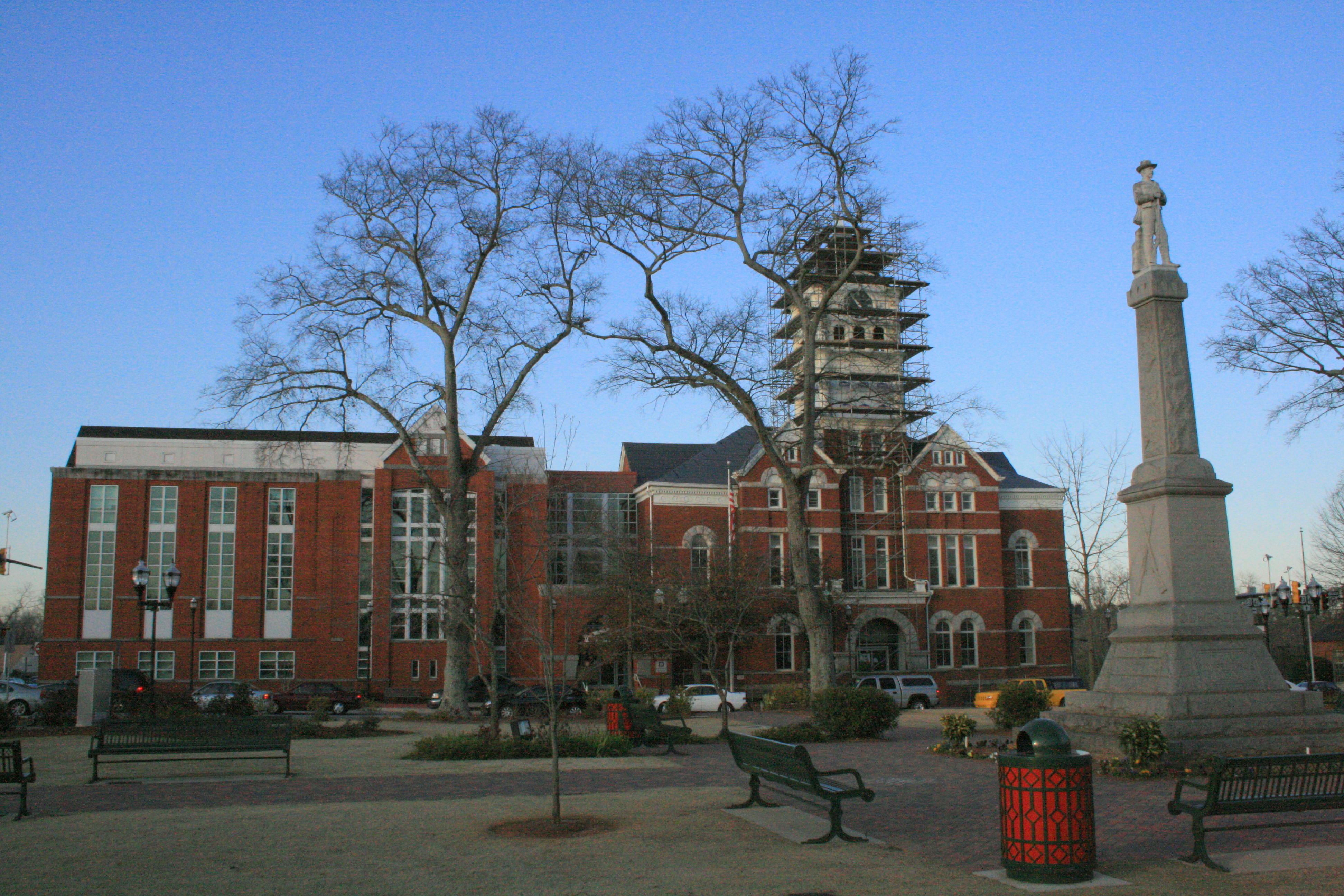
Gmach sądu hrabstwa Henry w McDonough.

## Geografia
Według spisu z 2010 roku obszar całkowity hrabstwa obejmuje powierzchnię 324,48 mil2 (840 km²), z czego 322,81 mil2 (846 km²) stanowią lądy, a 1,77 mil2 (5 km²) stanowią wody. Jego siedzibą administracyjną jest McDonough.

### Sąsiednie hrabstwa
- Hrabstwo DeKalb – północ
- Hrabstwo Rockdale – północny wschód
- Hrabstwo Newton – wschód
- Hrabstwo Butts – południowy wschód
- Hrabstwo Spalding – południowy zachód
- Hrabstwo Clayton – zachód

### Miejscowości
- Hampton
- Locust Grove
- McDonough
- Stockbridge

### Główne drogi
- Autostrada międzystanowa nr 75
- Autostrada stanowa nr 675 (Georgia)
- Droga krajowa Stanów Zjednoczonych nr 19
- Droga krajowa Stanów Zjednoczonych nr 41
- Droga krajowa Stanów Zjednoczonych nr 23

## Demografia

Piramida wieku hrabstwa

Według spisu w 2020 roku liczy 240,7 tys. mieszkańców, co oznacza wzrost o 18% od poprzedniego spisu z roku 2010. Według danych z 2020 roku, 45,6% populacji stanowili czarnoskórzy lub Afroamerykanie, 45,4% biali (41,1% nie licząc Latynosów), następnie 3,9% było rasy mieszanej, 3,4% to Azjaci i 0,1% to rdzenna ludność Ameryki. Latynosi stanowili 7,1% populacji.
Poza osobami pochodzenia afroamerykańskiego do największych grup należały osoby pochodzenia „amerykańskiego” (8,9%), angielskiego (6%), irlandzkiego (5,9%), niemieckiego (5%), meksykańskiego (3,8%) i afrykańskiego subsaharyjskiego (3,5%).

## Polityka
W wyborach prezydenckich w 2020 roku, 59,7% głosów otrzymał Joe Biden i 39,2% Donald Trump.